# Осіївська сільська рада
| Осіївська сільська рада — колишній орган місцевого самоврядування у Бершадському районі Вінницької області з адміністративним центром у с. Осіївка. Сільраді були підпорядковані населені пункти: - с. Осіївка - с. Мала Киріївка - с-ще Партизанське |

## Склад ради
Рада складається з 16 депутатів та голови.

## Керівний склад сільської ради
| ПІБ                        | Основні відомості                                                         | Дата обрання | Дата звільнення |
| -------------------------- | ------------------------------------------------------------------------- | ------------ | --------------- |
| Соколюк Віктор Миколайович | Сільський голова, 1960 року народження, освіта, безпартійний              | 26.03.2006   | 31.10.2010      |
| Соколюк Віктор Миколайович | Сільський голова, 1960 року народження, освіта вища, член Партії регіонів | 31.10.2010   |                 |

Примітка: таблиця складена за даними джерела